# Hubschrauber Sonder Dienst
Die HSD Luftrettung gemeinnützige GmbH, kurz HSD Luftrettung (Gründung: HSD Hubschrauber Sonder Dienst Flugbetriebs GmbH & Co.; Sitz: Bovenden-Harste) war ein deutsches Luftfahrtunternehmen mit Sitz ab 2003 in Göttingen. Seit 2000 war die HSD Luftrettung ein Partner in der Luftrettungsallianz des Team DRF und seit 2008 eine Tochtergesellschaft der DRF Luftrettung. Zum 1. Januar 2015 erfolgte die Verschmelzung der HSD Luftrettung gemeinnützige GmbH auf die DRF Stiftung Luftrettung gemeinnützige AG.

## Aufgaben
Mit Intensivtransporthubschraubern (ITH) beteiligte sich die HSD Luftrettung an der deutschen Luftrettung und betrieb drei Luftrettungszentren am Flughafen Dortmund-Wickede, am Flughafen Hannover und am Flugplatz Halle-Oppin. Die ehemaligen HSD-Hubschrauber an den Standorten Halle (Funkrufname des Helikopters „Christoph Sachsen-Anhalt“) und Hannover („Christoph Niedersachsen“) sind 24 Stunden einsatzbereit, die in Dortmund („Christoph Dortmund“) von 8:00 Uhr bis Sonnenuntergang. Die nicht fliegerischen, auf den Hubschraubern eingesetzten medizinischen Besatzungsmitglieder sind Notärzte und Rettungsassistenten, sie werden von den Kliniken und Hilfsorganisationen am jeweiligen Standort gestellt.

## Unternehmen

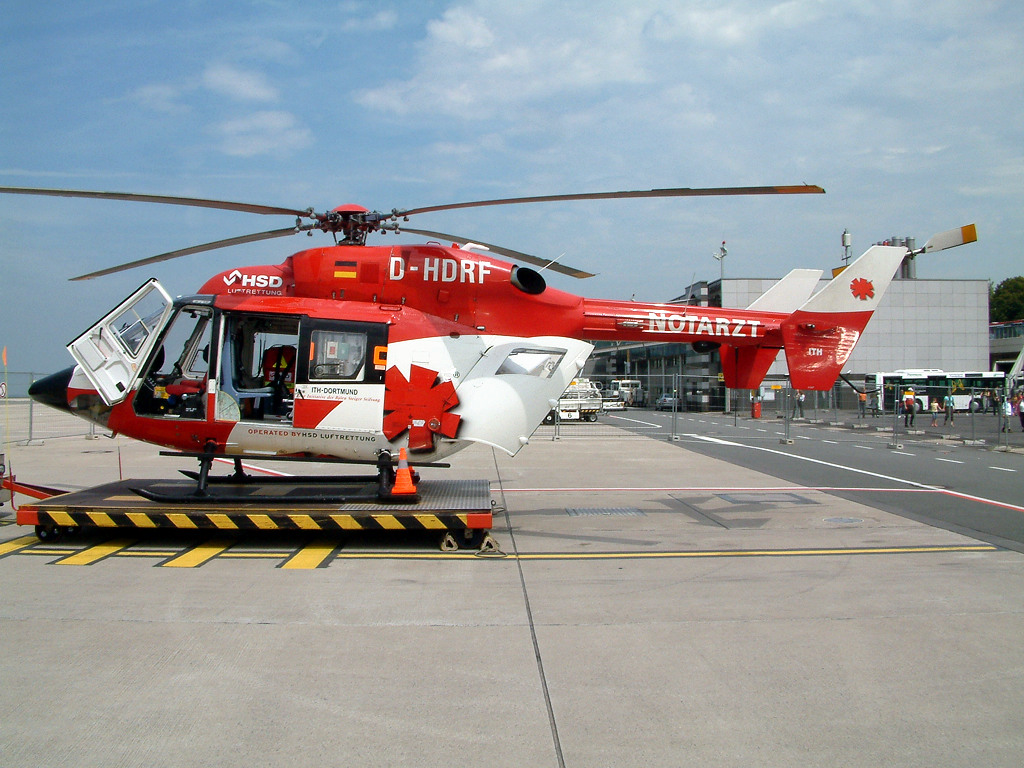
Die MBB BK 117B-2 D-HDRF am Flughafen Dortmund

Die HSD Luftrettung gemeinnützige GmbH ist inzwischen keine eigenständige Tochtergesellschaft der DRF Stiftung Luftrettung gemeinnützige AG mehr. Mit der Eintragung in das Handelsregister des Amtsgerichts Stuttgart ist die Aufschmelzung in die DRF Stiftung Luftrettung gemeinnützige AG rückwirkend zum 1. Januar 2015 rechtlich vollzogen.
Der HSD betrieb ein Qualitätsmanagement-System, für das er als erstes Hubschrauberunternehmen im Jahr 1999 gemäß DIN EN ISO 9002 zertifiziert wurde. Im Jahr 2003 wurde das QM der veränderten Norm DIN EN ISO 9001–2000 angepasst.

## Flotte
Die HSD Luftrettung setzte für den Rettungsdienst und den Intensivtransport Hubschrauber der Typen EC 145 und MBB/Kawasaki BK 117 ein. Mit drei Stationen war die HSD Luftrettung ein kleinerer Anbieter im Rettungsflugbetrieb mit Hubschraubern in Deutschland.

## Zwischenfälle
Im Verlauf der Flugbetriebs des HSD gab es drei Flugunfälle:
- Die Bell 222, die den Hubschrauber Airwolf in der gleichnamigen TV-Serie darstellte, wurde nach dem Rückbau von HSD übernommen und flog unter dem Kennzeichen D-HHSD. Allerdings stürzte sie am 6. Juni 1992 nach einem Rettungseinsatz auf dem Rückflug nach Berlin während eines Unwetters ab, wobei drei Menschen starben.[7]

- Am 8. Dezember 1995 stürzte eine Bell 222 auf einem Flug zum Stationierungsort Schönhagen in der Nähe von Ahrensdorf ab; dabei wurden die drei Insassen getötet.[8]

- Der jüngste Unfall ereignete sich am 11. März 2005 in Hannover, als die dort eingesetzte McDonnell Douglas MD900 beim Start außer Kontrolle geriet und umstürzte.[9]